# Setascutum ohauensis
Setascutum ohauensis är en insektsart som beskrevs av Richards, A.M. 1972. Setascutum ohauensis ingår i släktet Setascutum och familjen grottvårtbitare. Inga underarter finns listade i Catalogue of Life.